# Loxopholis
Loxopholis — рід ящірок родини гімнофтальмових (Gymnophthalmidae). Представники цього роду мешкають в Центральній і Південній Америці.

## Види
Рід Loxopholis нараховує 11 видів:
- Loxopholis caparensis (Esqueda, 2005)
- Loxopholis ferreirai (Rodrigues & Ávila-Pires, 2005)
- Loxopholis guianense (Ruibal, 1952)
- Loxopholis hexalepis (Ayala & Harris, 1982)
- Loxopholis ioanna (Uzzell & Barry, 1971)
- Loxopholis osvaldoi (Ávila-Pires, 1995)
- Loxopholis parietalis (Cope, 1886)
- Loxopholis percarinatum (L. Müller, 1923)
- Loxopholis rugiceps Cope, 1869
- Loxopholis snethlageae (Ávila-Pires, 1995)
- Loxopholis southi (Ruthven & Gaige, 1924)

## Етимологія
Наукова назва роду Loxopholis походить від сполучення слів дав.-гр. λοξος — похилий, косий і φολις — рогова луска.